# Bandeira do Oregon

Bandeira de Oregon (obverso).

Bandeira de Oregon (reverso).

A bandeira de Oregon é um fundo azul no qual está localizado, no obverso, o selo de Oregon com as palavras "State of Oregon" (em português "Estado de Oregon") acima e o ano da criação do estado, 1859, abaixo. No reverso está a figura de um castor, o animal símbolo do estado. O rácio da bandeira é de 3x5.
É, geralmente, raro em qualquer bandeira haver diferentes simbolismos nas duas faces, e desenhos semelhantes são consideravelmente mais caros para se produzir. A bandeira de Oregon é a única atual entre as dos outros estados do país que possui essas características.